# 2.ª División Panzer
La 2.ª División Panzer fue una división Panzer del ejército alemán (Heer) activa durante la Segunda Guerra Mundial que participó en diversas batallas y operaciones, tanto en el frente occidental como en el frente oriental.
Creada en 1935, tras el Anschluss, la División pasó a acoger a un elevado número de ciudadanos de la antigua Austria recién incorporada al Tercer Reich, por lo que ganó el sobrenombre de División Viena. Tomó parte destacada en la Invasión alemana de Polonia de 1939 (donde sus componentes cometieron atrocidades con los prisioneros polacos), en la batalla de Francia, en la Operación Marita, en diversos combates en el frente oriental (incluida la batalla de Moscú), en la batalla de Normandía y en la batalla de las Ardenas, para finalmente rendirse ante tropas del Ejército de los Estados Unidos en Fulda el 7 de mayo de 1945, al final de la guerra.

## Historial militar

### Constitución
La 2.ª División Panzer fue creada por el Heer en la ciudad de Würzburg el 15 de octubre de 1935, a partir de dos regimientos blindados, el Panzer Regiment 3 y el Panzer Regiment 4, asumiendo su mando el entonces oberst Heinz Guderian.
Tras el Anschluss o anexión de Austria por el Tercer Reich, operación en la que tomó parte la unidad, la División fue enviada para formar parte de la guarnición del Heer en la capital austriaca, Viena, lo que ocasionó que, a principios de la Segunda Guerra Mundial, la división contase con un abundante contingente de austriacos, hasta el punto de ganarse el sobrenombre de División Viena.

### Campaña de Polonia

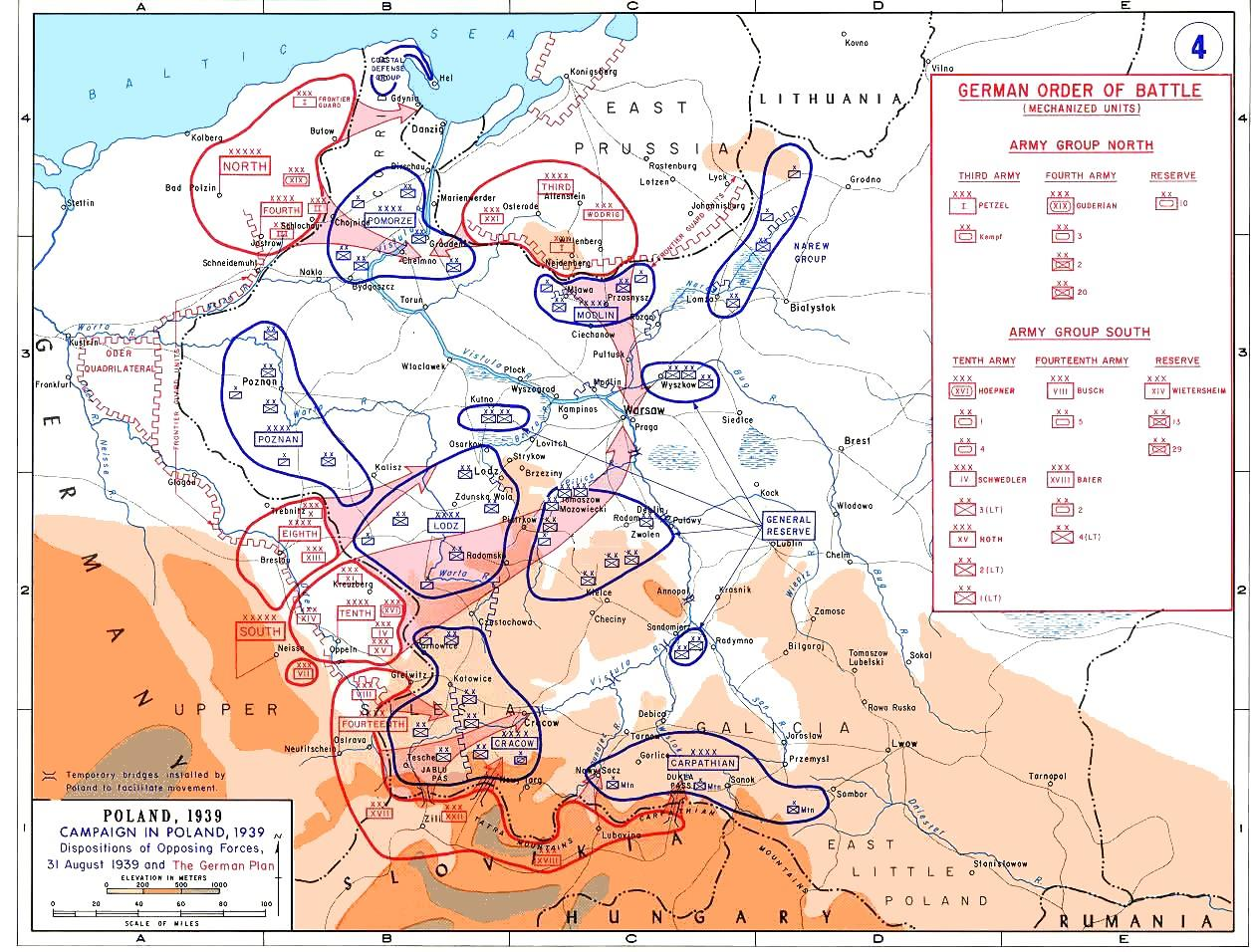
Mapa con el despliegue y líneas de avance previstas para la invasión de Polonia. La 2.ª División Panzer debía avanzar hacia el nordeste desde Eslovaquia, tomar Cracovia y proseguir hacia Varsovia por el valle del Vístula.

En septiembre de 1939, a principios de la Segunda Guerra Mundial, la 2.ª División Panzer tomó parte en la Invasión alemana de Polonia de 1939, encuadrada en el XII Cuerpo Panzer del 14.º Ejército del Grupo de Ejércitos Sur, partiendo desde Eslovaquia en el ataque a Polonia. El objetivo asignado inicialmente a la División era el de tomar la ciudad de Cracovia, debiendo enfrentarse para ello a la 10.ª Brigada Blindada polaca. A lo largo de la campaña la División sufrió importantes pérdidas, especialmente el 18 de septiembre en una dura batalla entre carros de combate.
Por otro lado, durante esta campaña soldados de la 2.ª División Panzer cometieron atrocidades contra soldados prisioneros del Ejército polaco. El 5 de septiembre, unos soldados polacos que se habían rendido en la zona de Toporzysko-Bystra fueron separados de sus compañeros prisioneros de guerra y ejecutados bajo el pretexto de que habían intentado una fuga.

### Batalla de Francia

Avance alemán, a cargo de unidades acorazadas, entre ellas la 2.ª División Panzer, a través de las Ardenas, entre el 10 y el 16 de mayo de 1940, durante la batalla de Francia.

En enero de 1940 la 2.ª División fue desplegada en el frente occidental, concretamente en la zona del Eifel. A partir de mayo de ese mismo año tomó parte en la invasión de Francia, conocida como batalla de Francia, encuadrada en el XIX Cuerpo de Ejército que se encontraba al mando de Heinz Guderian (antiguo jefe de la División) formando parte de un kampfgruppe al mando de Ewald von Kleist. Tras atravesar las Ardenas y desembocar en la llanura belga alcanzando el río Mosa, el 17 de mayo, junto con la 1.ª División Panzer, estableció al otro lado del río Oise una cabeza de puente en Moy, tomando Péronne el 19 y llegando el 20 a la ciudad de Abbeville, formando parte así de las fuerzas blindadas alemanas que cercaron a la Fuerza Expedicionaria Británica en la bolsa de Dunkerque, a pesar de los contraataques llevados a cabo en su flanco por la 2.ª División Blindada francesa del general Charles de Gaulle. El contraataque francés fue rechazado con la ayuda de la Luftwaffe.
Tras concedérsele un breve descanso de una semana para efectuar reparaciones y para vituallar a la unidad, la 2.ª División Panzer avanzó hacia el interior de Francia por el río Aisne.
Finalizada la campaña, a finales de 1940 la División perdió a su 4.º Regimiento Panzer, que pasó a formar parte del núcleo de la recién formada 13.ª División Panzer.

### Guarnición en Rumanía y Operación Marita

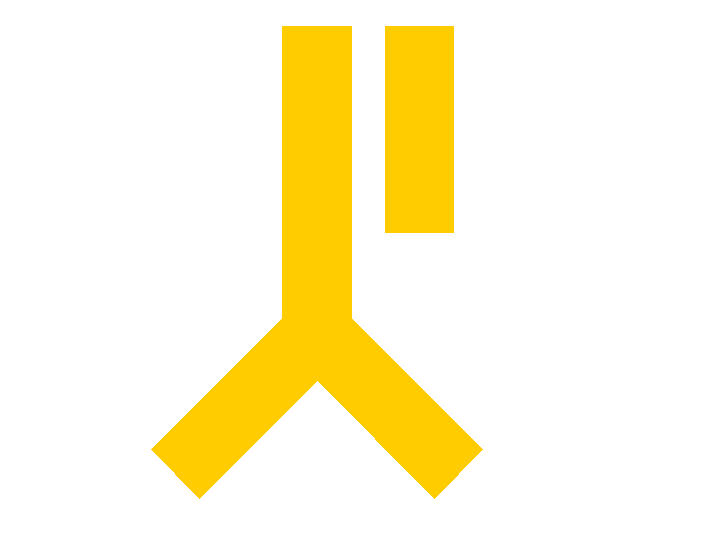
Emblema divisionario en 1941-1943.

En abril de 1941 la 2.ª División Panzer fue enviada a Rumanía con la misión de proteger el país y, especialmente, los pozos petrolíferos y refinerías de Ploiești de las presiones que la Unión Soviética efectuaba sobre las autoridades rumanas, a la vez que se posicionaba ante una posible invasión alemana de la Unión Soviética. Tras la alianza con Bulgaria se completaba la protección del sur de Rumanía.
En el momento de la Operación Marita, la División quedó encuadrada en el XVIII Cuerpo de Montaña del 12.º Ejército, avanzando el 6 de abril de 1940, primero por Yugoslavia hasta tomar, como era su objetivo, la ciudad de Strumica, para luego girar al sur hacia Grecia, derrotando a la 19.ª División de Infantería Motorizada griega en la zona del lago Doiran, para tomar el 9 de abril la ciudad de Salónica. Todo ello llevó a la capitulación el mismo 9 de abril de todo el 2.º Ejército griego que se hallaba al este del río Vardar.
Tras estos hechos, la División, junto con la 5.ª División de Montaña, la 6.ª División de Montaña y la 72.ª División de Infantería formó un grupo de ataque, con la misión de proseguir el avance hacia el sur de Grecia. Después que la 6.ª División de Montaña tomase Verroia y estableciese una cabeza de puente al otro lado del río Aliakmon la 2.ª División Panzer cruzó dicho río, tomando Katerini el 14 de abril. Tras atacar el 15 y 16 de abril a tropas neozelandesas del Anzac en el paso de Platamon, en la zona del monte Olimpo, lograron finalmente romper la fuerte resistencia que le presentaron las tropas británicas enviadas apresuradamente en ayuda de Grecia, tomando Larissa el 19 de abril junto con importantes suministros allí almacenados que los británicos no habían logrado destruir y que les permitieron seguir avanzando sin esperar un nuevo aprovisionamiento.
Finalmente, tras derrotar la última resistencia británica en el paso de las Termópilas, la 2.ª División Panzer entró en Atenas junto a la 6.ª División de Montaña.
En septiembre de 1941 la División perdió a algunas de sus unidades, que pasaron a la nueva 22.ª División Panzer.

### Frente Oriental
Tras la campaña, la División tuvo que recuperarse de las pérdidas y del desgaste sufridos, así como de parte de su armamento pesado, que había sido hundido en el Mediterráneo por submarinos Aliados cuando era enviado por mar hacia Italia, para ser reexpedido desde allí por ferrocarril hacia el este. Tras dicha recuperación, en octubre de 1941, la 2.ª División Panzer fue enviada al frente oriental, reforzando al Grupo de Ejércitos Centro en su avance hacia Moscú, quedando encuadrada en el XL Cuerpo Panzer del 4.º Ejército Panzer.  El 30 de noviembre, durante la batalla de Moscú, elementos de vanguardia de la división alcanzaron la pequeña aldea de Krásnaia Poliana (hoy un microdistrito de la ciudad de Lóbnia, en el óblast de Moscú). Desde la aldea, la distancia hasta la frontera administrativa de Moscú en línea recta era de unos 17 kilómetros, y hasta el Kremlin algo más de 30. El asentamiento estaba situado en una colina. El 5 de diciembre, las tropas soviéticas lanzaron una gran contraofensiva y, tres días después, liberaron Krásnaia Poliana. Desde entonces, la División se vio obligada a retirarse, tomando parte en diferentes batallas defensivas encuadrada en el 9.º Ejército alemán a lo largo de los primeros meses de 1942.
En 1943 la 2.ª División Panzer tomó parte en la Operación Ciudadela, encuadrada en el XLVII Cuerpo Panzer del 9.º Ejército alemán del Grupo de Ejércitos Centro, hasta que la ofensiva alemana fue suspendida al tenerse conocimiento del desembarco de los Aliados occidentales en África del Norte (Operación Torch). Posteriormente participó en diversas batallas defensivas, en las que sufrió grandes pérdidas.

### Francia: Reorganización y batalla de Normandía

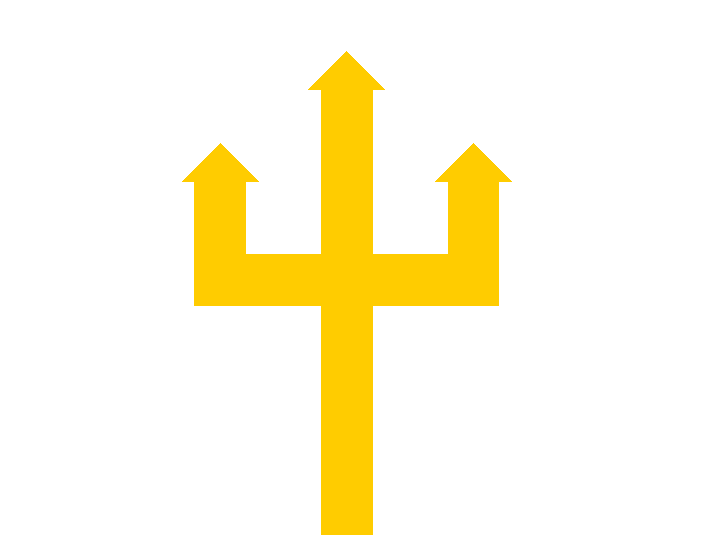
Emblema divisionario en 1944-1945.

Debido al desgaste sufrido, la División fue enviada a finales de 1943 a Francia, concretamente a Amiens, en la zona del Somme, para su reestructuración y reorganización, permaneciendo en la zona para hacer frente a una hipotética invasión de Francia por parte de los Aliados.
Sin embargo, cuando se produjo el desembarco de Normandía por parte de los Aliados, el 6 de junio de 1944, la 2.ª División Panzer no fue enviada de inmediato a Normandía sino que se mantuvo en el Somme ante la suposición errónea de que allí se iba a producir un segundo desembarco aliado. Por ello, y por los daños y retrasos provocados por la acción de los grupos de partisanos y los bombardeos aéreos aliados, no llegó al frente en Normandía hasta julio. Se enfrentó con las tropas británicas de la 50.ª División de Infantería y de la 7.ª División Blindada.
Tras participar en diversas luchas y enfrentamientos, tomó parte con sus últimos veinticinco tanques en el fracasado contraataque de Mortain. Posteriormente quedó cercada en la bolsa de Falaise, logrando escapar a un elevado costo en material y bajas humanas. Sin embargo, su defensa de las posiciones fue decisiva para permitir que los Aliados no lograsen cerrar la bolsa hasta que no hubieron escapado de la misma un alto número de soldados alemanes.

### Alemania
Completamente desmantelada, la División fue enviada a Bitburg, en Alemania, para ser reorganizada nuevamente, absorbiendo los restos de la 352.ª División de Infantería. Debido a la penuria en medios materiales que ya aquejaba al Tercer Reich, se redujo notablemente su dotación de carros de combate, siendo equipadas algunas de sus compañías con tan solo cañones de asalto, aunque recibió un batallón de carros Panther.

### Batalla de las Ardenas

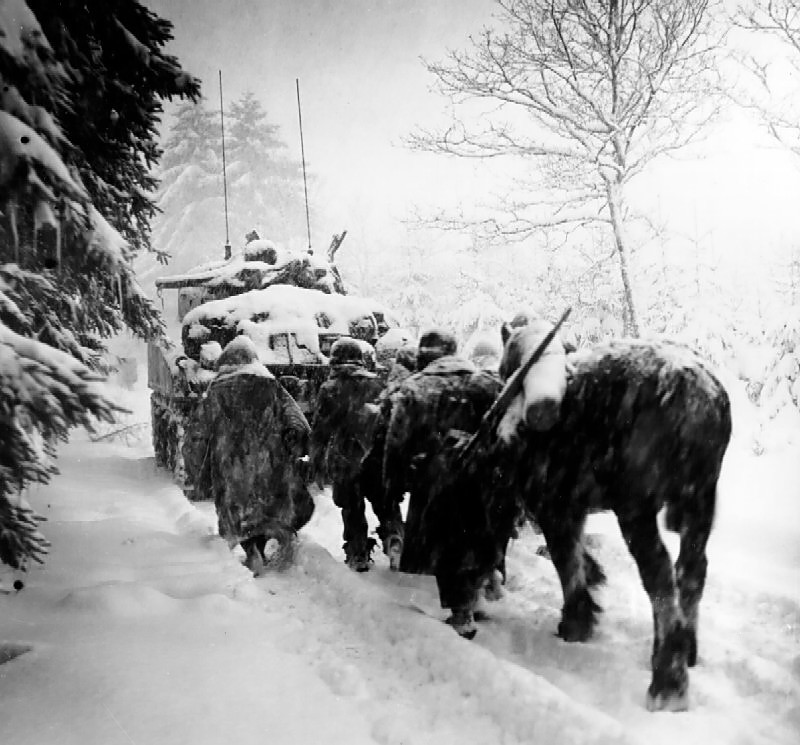
Imagen de tropas del Ejército de los Estados Unidos durante la batalla de las Ardenas que muestra las condiciones climatológicas en que combatieron ambos ejércitos, incluida la 2.ª División Panzer.

Tras su período de descanso la División fue enviada una vez más al frente occidental, siendo encuadrada en el 5.º Ejército Panzer que se aprestaba a una ofensiva en el sector de las Ardenas, en Bélgica. Durante la batalla de las Ardenas en diciembre de 1944, las vanguardias de la unidad llegaron a alcanzar el río Mosa quedando a 4 km del mismo, aunque se vieron obligados a retirarse por el contraataque del Ejército de los Estados Unidos y la falta de gasolina para los carros de combate de las unidades alemanas. La División había perdido un tiempo precioso en el intento de destruir a las tropas estadounidenses cercadas en Bastoña. Y todo ello a pesar del error cometido el 18 de diciembre, cuando la División fue desviada hacia el Mosa, de acuerdo con el plan original, cuando tenía el camino prácticamente libre para la toma de Bastoña.
Finalmente, la mayor parte de la 2.ª División Panzer quedó cercada por la 2.ª División Blindada estadounidense con apoyo táctico de la aviación el día 25 de diciembre, con lo que muy pocos componentes de la División lograron retornar a las líneas alemanas.

### Batalla del Rin
Aunque extremadamente reducida en efectivos, la 2.ª División Panzer tomó parte en la primavera de 1945 en la batalla del Rin, en la que la Wehrmacht intentaba evitar que los Aliados atravesasen el río Rin, encuadrada en el XIII Cuerpo de Ejército del 7.º Ejército del Grupo de Ejércitos B.
Los últimos restos de la unidad todavía defendieron la ciudad de Fulda en abril de 1945, encuadrados en el XII Cuerpo de Ejército del mismo 7.º Ejército, para acabar rindiéndose el 7 de mayo a los estadounidenses.

## Mandos de la unidad
- Del 15 de octubre de 1935 al 4 de febrero de 1938: Oberst Heinz Guderian.
- Del 1 de marzo de 1938 al 16 de febrero de 1942: Generalleutnant Rudolf Veiel.
- Del 17 de febrero de 1942 al 31 de mayo de 1942: Generalleutnant Hans Karl Freiherr von Esebeck.
- Del 1 de junio de 1942 al 4 de septiembre de 1942: Generalmajor Arno von Lenski (en funciones).
- Del 5 de septiembre de 1942 al 31 de enero de 1944: Generalleutnant Vollrath Lübbe.
- Del 1 de febrero de 1944 al 4 de mayo de 1944: Generalleutnant Heinrich Freiherr von Lüttwitz.
- Del 5 de mayo de 1944 al 27 de mayo de 1944: Generalleutnant Franz Westhoven (en funciones).
- Del 27 de mayo de 1944 al 31 de agosto de 1944: Generalleutnant Heinrich Freiherr von Lüttwitz.
- Del 1 de septiembre de 1944 al 20 de septiembre de 1944: Oberst Adolf von Nostitz-Wallwitz.
- Del 21 de septiembre de 1944 al 14 de diciembre de 1944: Oberst Henning Schönfeld.
- Del 15 de diciembre de 1944 al 19 de marzo de 1945: Oberst Meinrad von Lauchert.
- Del 20 de marzo de 1945 al 31 de marzo de 1945: Generalmajor Oskar Munzel (en funciones).
- Del 1 de abril de 1945 al 7 de mayo de 1945: Oberst Carl Stollbrock.